# Kopfweiden am Almkanal

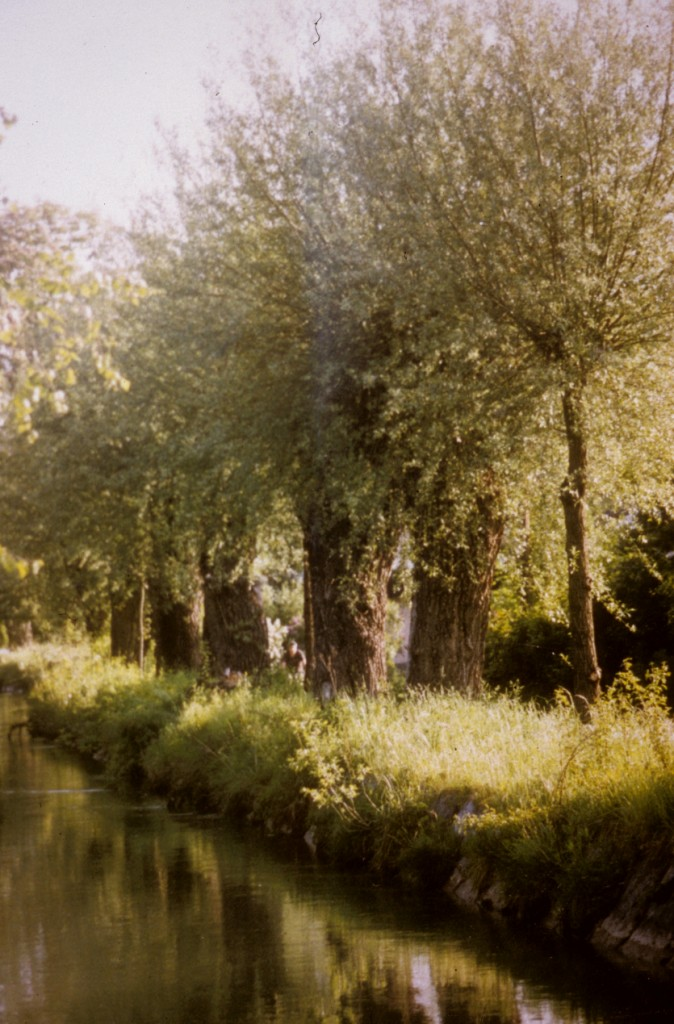
Kopfweiden am Almkanal

Die Kopfweiden am Almkanal sind ein Kulturrelikt im Gemeindegebiet der Stadt Salzburg. Sie sind ein uraltes Kultur- und Naturdenkmal und sind seit 1995 (später mehrfach im Schutzumfang erweitert) als geschützter Landschaftsteil sowie seit 2014 auch als Europaschutzgebiet (Natura-2000-Gebiet, FFH-Gebiet) geschützt. Der Grünstreifen mit den teilweise über hundertjährigen Bäumen liegt am Almkanal und zieht sich vom Hans-Donnenberg-Park im Norden bis zur Stephan-Ludwig-Roth-Straße und darüber hinaus bis zur Birkensiedlung und zum Eichetwald im Süden. Im November 2003 wurde er gemäß Salzburger Naturschutzgesetz unter der Bezeichnung geschützter Landschaftsteil Kopfweiden am Almkanal unter Schutz gestellt.

## Geschichte

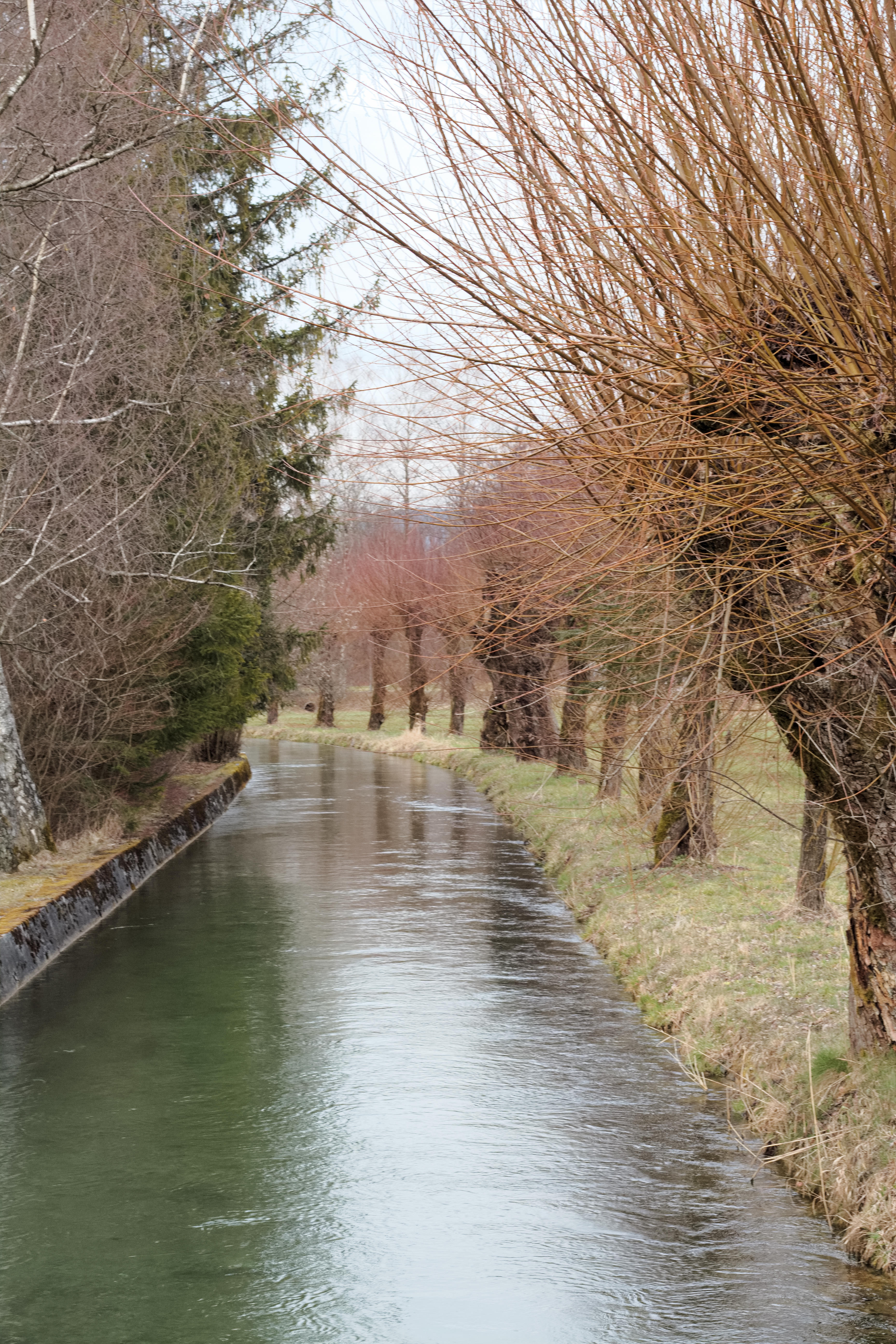
Ein Teil der Weidenreihe im März

Wohl seit dem frühen Mittelalter stocken Kopfweiden an dem alten Werksgerinne, dessen Stiftsstollen schon 1143 fertiggestellt worden war. Der Müllner Teil des Kanales über den Riedenburgbach zu den alten Müllner Mühlen ist sogar noch deutlich älter. Auf vielen historischen Abbildungen sind am Almkanal diese knorrigen Kopfweiden zu sehen, die ältesten in schematischer Weise unter Paris Lodron in der Zeit des Dreißigjährigen Krieges. Die Kopfweiden sind ebenfalls schon auf der Ansicht der Stadt Salzburg von 1460 zu sehen. Seit der Zeit Lodrons stocken jedenfalls ununterbrochen Kopfweiden am Almkanal.

## Bedeutung für die Artenschutz
Die Kopfweiden, auch Kuppelfelber oder „Stockweiden“ genannt, (die Stockente hat ihren Namen von dem früher beliebten Brutstandort auf dem Baum) besitzen mit ihrem Moderholz auch eine herausragende Bedeutung für viele seltene mulmbewohnende Kleintiere, die als Urwaldrelikte sich an solch seltenen Standorten bis heute erhalten konnten. Sieben Käferarten haben ihr landesweit einziges Vorkommen in diesen alten Kopfbäumen am Almkanal.
Auch der größte im Land heimische Käfer, der seltene Eremitenkäfer, welcher unter anderem in der Fauna-Flora-Habitat-Richtlinie der Europäischen Union genannt ist, lebt hier. Die Kopfweide am Almkanal als Lebensraum der Käferart – aber auch weiterer seltener holzbewohnender Insekten – war ein wichtiger Grund zur Unterschutzstellung als Europaschutzgebiet und als geschützter Landschaftsteil.

## Pflege der alten Kopfweiden

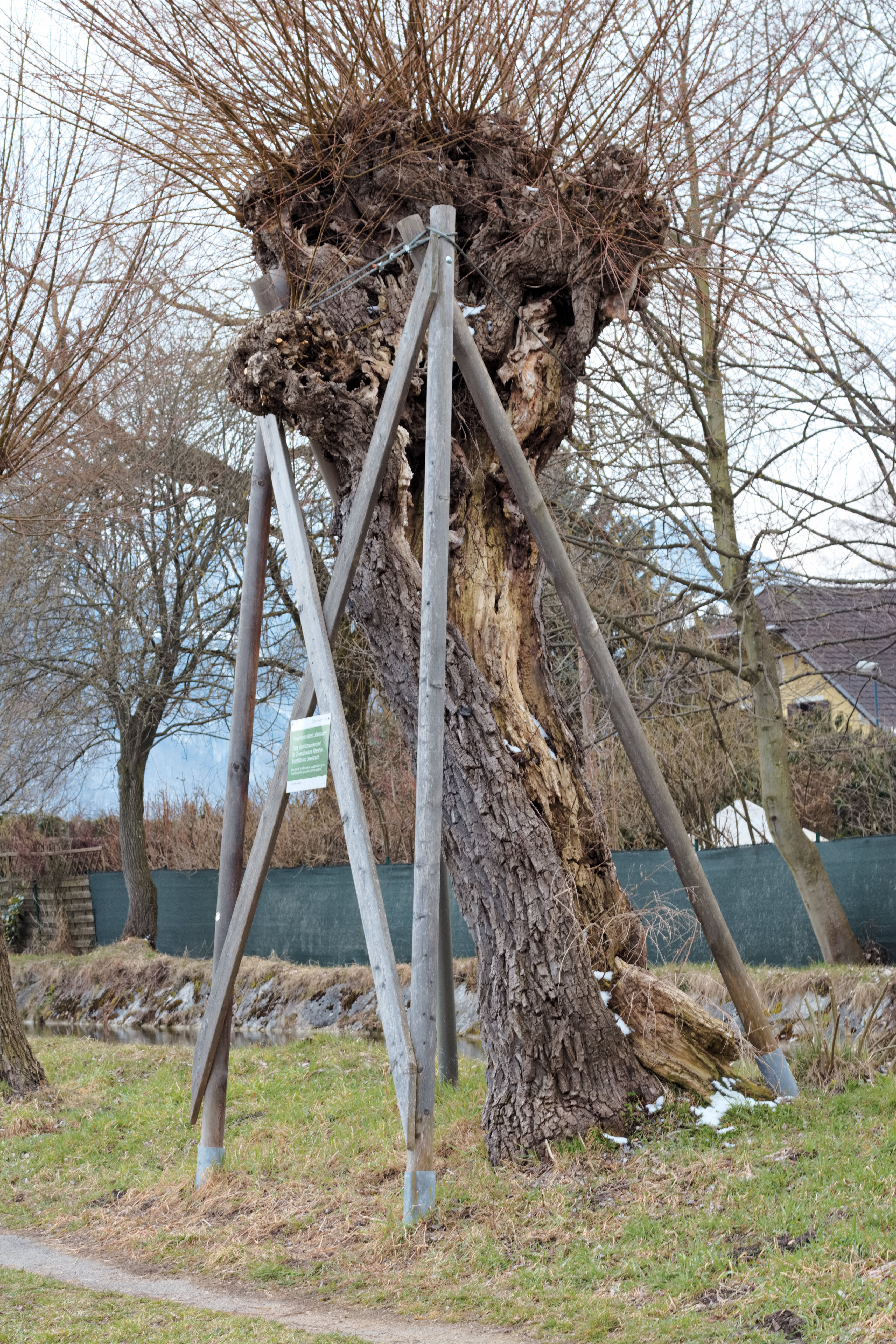
Eine der gestützten Kopfweiden

Auf über 3 km Länge stehen heute wieder über 500 Kopfweiden. Der größere Teil der Bäume wurde zwar erst vor wenigen Jahren nachgepflanzt und ist so in jugendlichem Alter, aber auch viele bizarr gestaltete Baumveteranen schmücken das uralte Werksgerinne. Diese Kopfweiden sind landesweit die einzigen derartigen Kulturbäume mit einer längeren Tradition und der einzige größere Bestand. Der Erhalt der letzten alten Almweiden im Bundesland Salzburg ist auch für den Artenschutz unerlässlich. Die fachliche Betreuung der Almweiden wird vom Magistrat Salzburg wahrgenommen.
Um mögliche Gefährdungen durch die landesweit einzigartigen alten Kopfweiden ausschließen zu können, wurden zuletzt einzelne alte Kopfweiden mit einem Holzgestell gestützt und gesichert. Der Schnitt der Kopfweiden soll (von sehr seltenen Ausnahmen abgesehen) alle 5 Jahre, ältere aus Stabilitätsgründen alle 3 Jahre erfolgen. Ein häufigerer Schnitt der jungen Kopfweiden mindert das Wachstum und beeinträchtigt die Vitalität.

## Nachweise
- Genossenschaft Almkanal

1. 1 2  Amtsblatt der Stadt Salzburg vom Dezember 2003 (Memento vom 11. Dezember 2004 im Internet Archive)

Koordinaten: 47° 45′ 52″ N, 13° 2′ 21″ O